# Полихрон
Полихрон — средневековый византийский монастырь в Вифинии на берегу Мраморного моря. Он был основан в V веке Алексием Студитом как метох Студийского монастыря. Феофан Исповедник сначала стал монахом в монастыре, прежде чем воздвиг свой собственный и большой по соседству.
Мефодий Солунский поселился в Полихроне в 851 году, а после своей миссии к сарацинам Константин-Кирилл Философ. В результате императорского указа в 855 года на основе развитого греческого византийского миниатюрного письма Кирилл и Мефодий создали первую славянскую азбуку — глаголицу.
После христианизации Болгарии, основанной на глаголице, созданной в Полихроне, древнеболгарская кириллица появилась в Первом болгарском царстве.